# 피터 비어슬리
피터 비어슬리(영어: Peter Beardsley MBE, 1961년 1월 18일 ~ )는 잉글랜드의 축구 코치이자 전 축구 선수이다. 현재 뉴캐슬 유나이티드에서 축구 발전 감독을 맡고 있다.

## 수상 경력

### 클럽
리버풀
- 풋볼 리그 1부: 1987-88, 1989-90
- FA컵: 1988-89
- FA 채리티 실드: 1988, 1989, 1990

### 국가대표팀
- 라우스 컵: 1986, 1988, 1989

### 개인
- PFA 프리미어리그 올해의 팀: 1989-90, 1993-94
- 대영 제국 훈장 5등급(MBE) 수훈: 1995[1]